# Anna Karenina (film 1948)
Anna Karenina – brytyjski film dramatyczny z 1948 roku w reżyserii Juliena Duviviera. Film jest adaptacją powieści Lwa Tołstoja pod tym samym tytułem.

## Treść
Anna Karenina jest żoną Aleksieja, oziębłego mężczyzny, z którym ma syna. Pewnego dnia Anna wybiera się do Moskwy. W pociągu poznaje sympatyczną hrabinę Wrońską oraz jej syna. Wroński, oczarowany Anną, stara się zrobić wszystko, aby ją w sobie rozkochać. Zaniedbywana przez męża kobieta w końcu ulega. Dla tej nowej miłości poświęca swoje dotychczasowe życie, małżeństwo, dobrą opinię, a nawet syna.

## Obsada
- Vivien Leigh – Anna Karenina
- Ralph Richardson – Aleksiej Karenin
- Kieron Moore – hrabia Wroński
- Hugh Dempster – Stefan Obłoński
- Mary Kerridge – Dolly Oblońska
- Sally Ann Howes – Kitty
- Niall MacGinnis – Konstantin Levin
- Bernard Rebel – profesor Leverrin
- Michael Gough – Mikołaj
- Helen Haye – księżna Wrońska
- Heather Thacher – księżna Lidia Ivanowa